# Сияние маленьких звёзд
«Сияние маленьких звёзд» — советский и российский цирковой коллектив, труппа которого состоит из артистов-лилипутов. Единственный в мире цирк лилипутов. Сформировался в 1930-е годы, был официально признан и принят в структуру «Союзгосцирка» в 1946 году. В настоящее время входит (либо входил до 2016 года) в состав Российской государственной цирковой компании.
Название коллектива отражает тот факт, что его участники не любят называть себя лилипутами или карликами, а предпочитают использовать слово «маленькие».

## История
В 1927 году артисты театра и эстрады Александра Корнелли и Михаил Качуринер создали творческий коллектив артистов-лилипутов, объявив конкурс по всей стране. В 1935 «Музыкально-эксцентрический аттракцион лилипутов» был приглашён в систему Главного управления госцирками. Цирковые бригады лилипутов работали в СССР во время Великой Отечественной войны, а после войны были объединены в единый коллектив по друководством Анны Русских.
Труппа не раз гастролировала за рубежом.
В 2014 году сообщалось о возможном расформировании коллектива по инициативе Росгосцирка. В 2014 году «Росгосцирк» не включил «Сияние маленьких звёзд» в график гастролей. В 2016 году коллектив прекратил свою работу, поскольку «Росгосцирк» счёл его «незрелищным» и «неэффективным» и перестал звать на гастроли. Не были проведены и юбилейные гастроли в связи с 70-летним юбилеем коллектива.

## Участники коллектива
Участников коллектива подбирали по всей стране, о конкурсах объявляли в том числе по радио.
Артисты коллектива были занесены в «Книгу рекордов Гиннесса» как самые маленькие люди планеты.
Долгие годы коллектив возглавляла Майя Даниловна Рычанова-Симонова. В состав коллектива входили Зинаида Чудайкина и её муж Валентин Каргин, в 1996 году удостоенные звания заслуженных артистов Российской Федерации.